# Shoshana Zuboff
Shoshana Zuboff (18 novembre 1951) è una sociologa e saggista statunitense.
Ha un dottorato di ricerca in psicologia sociale presso l'Università di Harvard e una laurea in filosofia presso l'Università di Chicago. Nel 1981 andò alla Harvard Business School, dove è diventata una delle prime donne di ruolo nella facoltà. Nel 2014 e 2015 è stata membro della facoltà presso il Berkman Center for Internet and Society presso la Harvard Law School.
È autrice dei libri In the Age of the Smart Machine: The Future of Work and Power e The Support Economy: Why Corporations Failing Individuals and the Next Episode of Capitalism, coautore con James Maxmin, de Il capitalismo della sorveglianza. Il futuro dell'umanità nell'era dei nuovi poteri (The Age of Surveillance Capitalism. The Fight for the Future at the New Frontier of Power, 2019), integra le sue principali tematiche che sono: la rivoluzione digitale, l'evoluzione del capitalismo, l'emergere storico dell'individualità psicologica e le condizioni per lo sviluppo umano.
Il suo lavoro è all'origine di molti concetti tra cui: "capitalismo della sorveglianza", "potere strumentale", "divisione dell'apprendimento nella società", "economie di azione", "mezzi di modifica del comportamento", "civiltà dell'informazione", "astrazione del lavoro" e "individuazione del consumo".
Nel 2019 ha ricevuto l'Axel-Springer Awards .